# Sigguup Nunaa
Sigguup Nunaa (danska (språk): Svartenhuk Halvø) är en halvö i Grönland (Kungariket Danmark).   Den ligger i kommunen Qaasuitsup, i den västra delen av Grönland, 900 km norr om huvudstaden Nuuk.